# Bobbi Ann Brady
Pour les articles homonymes, voir Brady.
Bobbi Ann Brady est une femme politique provinciale canadienne de l'Ontario. Elle est députée provinciale indépendante de la circonscription ontarienne de Haldimand—Norfolk depuis 2022,,.
Peu avant les élections de 2022, Brady travaillait comme assistante exécutive du député progressiste-conservateur précédent Toby Barrett. Lorsque Barrett annonce prendre sa retraite, Brady envisage de briguer l'investiture à sa succession. Cependant, la direction du parti décide de nommer le maire du comté de Haldimand, Ken Hewitt, comme candidat sans consulter l'association locale. Brady opte alors de se présenter à titre de candidate indépendante avec le support et l'implication de Barrett durant sa campagne.